# Університет Еморі
Університет Еморі (англ. Emory University) — приватний дослідницький університет США, розташований в Атланті, штат Джорджія.

## Історія
Був заснований як Коледж Еморі 1836 року в Оксфорде (Джорджія) невеликою групою методистів та був названий на честь Джона Еморі, відомого єпископа методистської церкви.
1915 року завдяки допомозі президента компанії Coca-Cola невеликий коледж переїхав до передмістя Атланти й отримав статус університету. Його місія полягає у «створенні, збереженні, навчанні та застосуванні знань на службі людству».

## Сучасний стан
Нині у складі університету є 9 академічних шкіл і коледжів:
- Коледж мистецтв і наук,
- Оксфордський коледж,
- Вища школа Лані,
- Юридична школа,
- Медична школа,
- Школа медсестер Нілла Ходжсона Вудраффа,
- Школа охорони громадського здоров'я Роллінса,
- Школа богослов'я Кандлера,
- Бізнес-школа Роберто Гойзуета.

2008 року університет був нагороджений премією президента за відданість суспільним роботам, освітні програми та громадянську активність.
2010 року посів 20-ту позицію в рейтингу «Національні університети» видання U.S. News & World Report, 61-шу у світовому рейтингу Times Higher Education World University Rankings, а також входить до другої сотні найкращих вишів в Академічному рейтингу університетів світу.

## Кампус

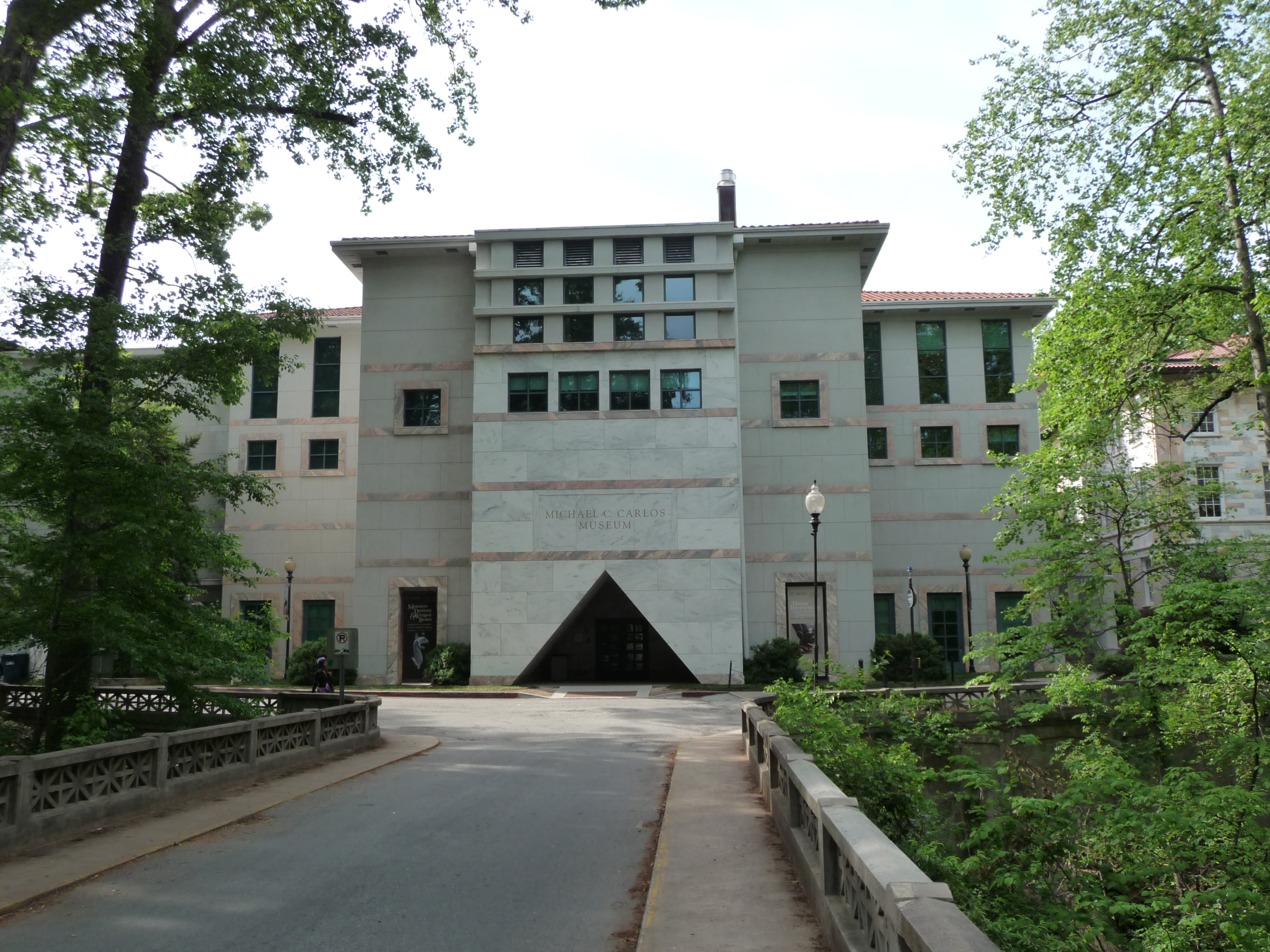
Музей Майкла Карлоса

Основний кампус розташований на Друїд-Гіллс в окрузі ДеКалб, у передмісті Атланти. А також має комплекси в центрі міста та в районі Бакхед.
На кампусах активно використовуються технології енергозбереження, університет виступає за збереження довкілля. Відповідно до його політики на одне викопане дерево на території будівництва нових будівель, має припадати одне посаджене дерево. Чверть їжі у їдальнях кампусу надходить із власних сталих джерел. На території університету розташовано невеликі сади, де вирощують свіжі фрукти й овочі. Заохочується використання як засобів пересування на кампусі велосипедів та електромобілів, які легко можна орендувати.

### Пам'ятки
- Музей Майкла Карлоса. Зберігає одну з найповніших колекцій витворів мистецтва Південно-Східної Азії, а також експонати Стародавнього Єгипту, Близького Сходу, Греції, Риму, стародавньої Америки, Африки та Азії. Музей відкрито з 1876 року[31].
- Бібліотека Роберта Вудраффа. За версією журналу The Princeton Review посідає 13-е місце в країні[32]. Зберігає рідкісні видання книг, включаючи перші видання «Робінзона Крузо» Даніеля Дефо[33], а також твори Фланнері О'Коннор, Еліс Вокер, Джеймса Мерсера Ленгстона Г'юза, Вільяма Батлера Йєйтса та Шеймаса Хіні.
- Заповідник Луллвотер. Займає близько 0,40 км² зелених насаджень, серед яких лісопаркові зони, пішохідні доріжки й озера. Там розміщений будинок президента університету та його родини.
- Центр Картера. Це не комерційна правозахисна організація, заснована президентом США Джиммі Картером, який дуже часто там буває.

## Відомі особи

### Викладачі

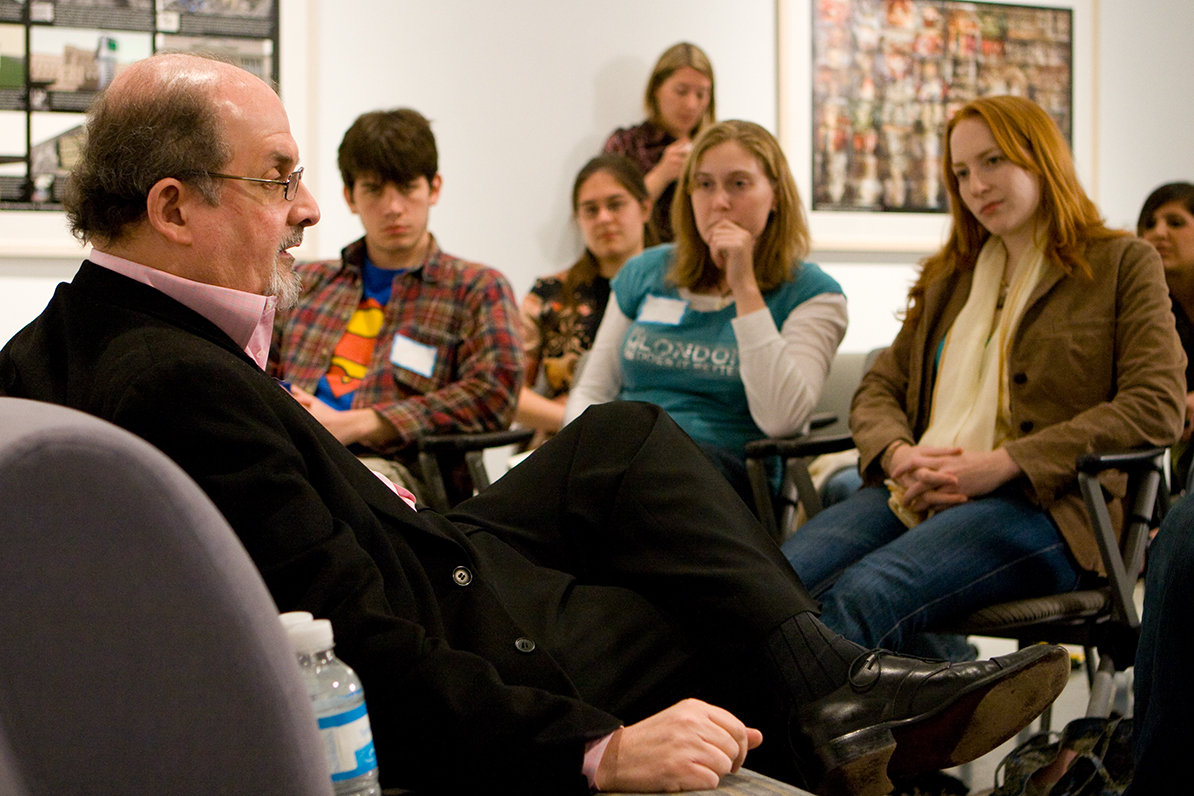
Дискусія Салмана Рушді зі студентами університету Еморі

- Дебора Ліпштадт — американська історик, дослідниця Голокосту.
- Далай-лама XIV — духовний лідер буддистів Тибету, Монголії, Бурятії, Туви, Калмикії та інших регіонів.
- Джиммі Картер — 39-й президент США (1977–1981) від Демократичної партії.
- Жан Франсуа Ліотар — французький філософ-постмодерніст і теоретик літератури.
- Салман Рушді — британський письменник індійського походження, лауреат Букеровської премії (1981).
- Ха Цзинь — американський письменник китайського походження.
- Гарольд Берман — відомий американський юрист. Автор низки книг з права СРСР.
- Михайло Епштейн — філософ, культуролог, літературознавець, есеїст.
- Чарльз Хартшорн — американський філософ.
- Лейла Денмарк — американський педіатр, одна з розробників вакцини від коклюшу; була найстарішим педіатром-практиком у світі, вийшовши на пенсію у віці 103 років у травні 2001 року.
- Юрген Мольтманн — німецький протестантський богослов.

### Випускники
- Кристофер Маккендлесс — американський мандрівник, який узяв під час подорожей ім'я Олександр Суперволоцюга та вирушив до безлюдної частини Аляски з невеликими запасами їжі та спорядження з надією прожити деякий час в усамітненні. 2007 року Шон Пенн зняв фільм У диких умовах, що базується на тих подіях.
- Деніел Воллес — американський художник і письменник.
- Ральф Рід — американський політичний та релігійний діяч.
- Ньют Гінгріч — американський політик.
- Ладо Гургенідзе — державний діяч Грузії, прем'єр-міністр у 2007—2008 роках.
- Олбен Барклі — американський політик, один з визначних діячів Демократичної партії США, віце-президент США у 1949–1953 роках.

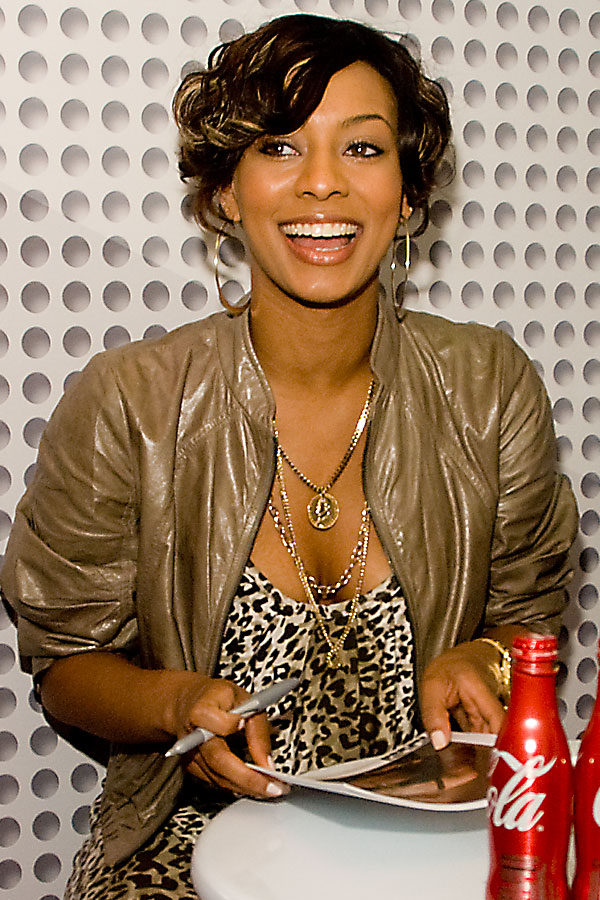
Кері Гілсон — американська співачка й авторка пісень у стилі сучасного R&B.
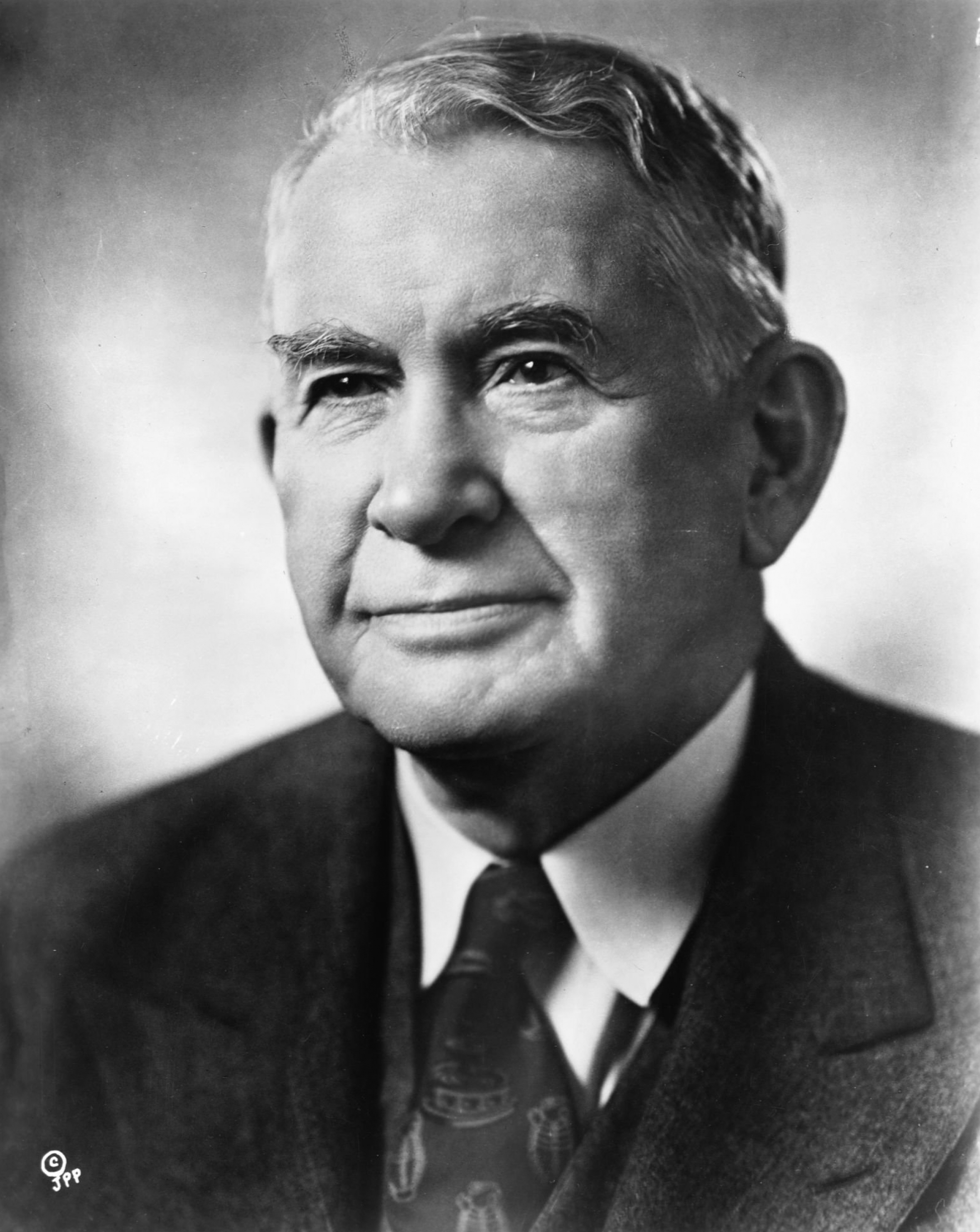
Олбен Барклі
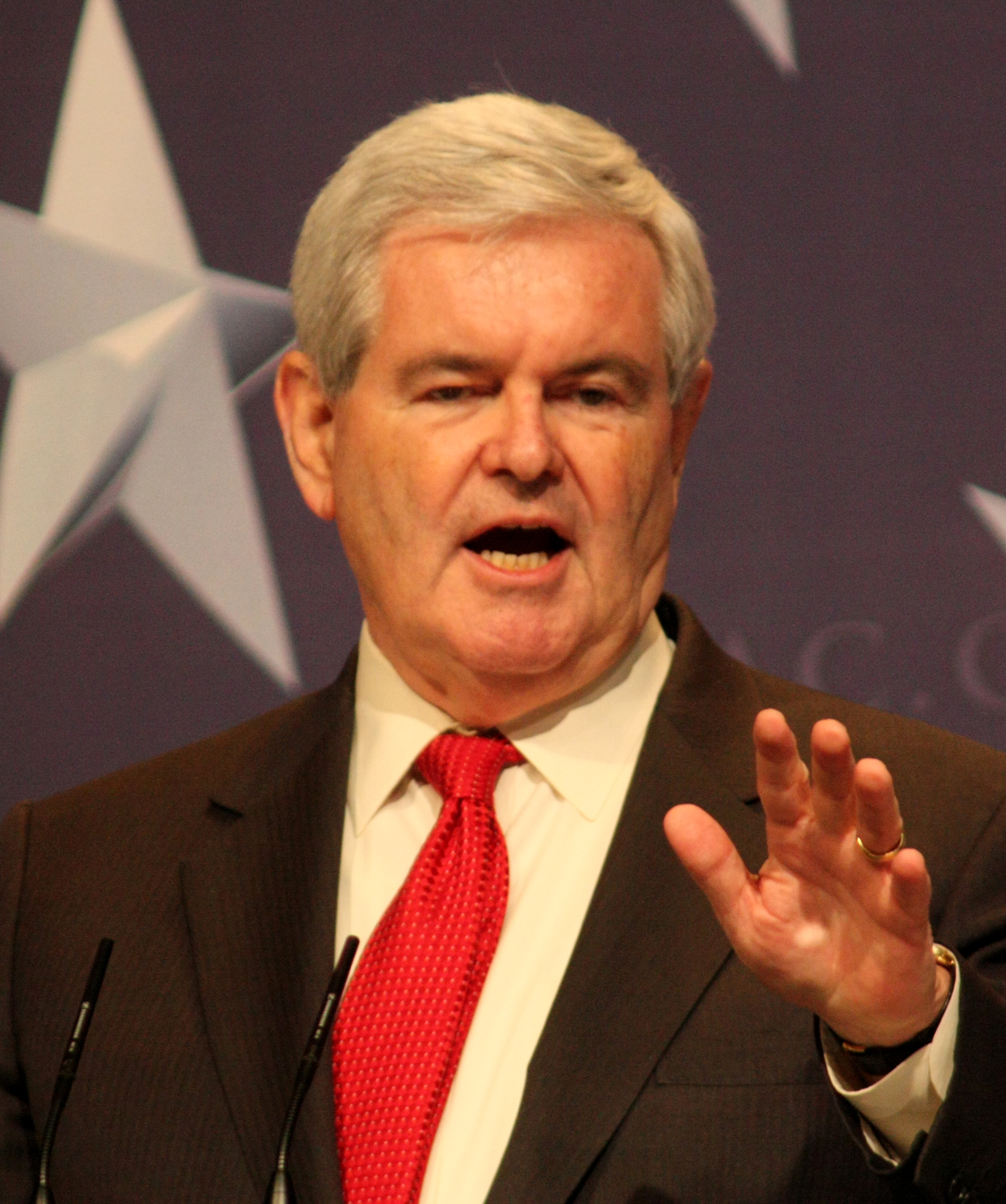
Ньют Гінгріч
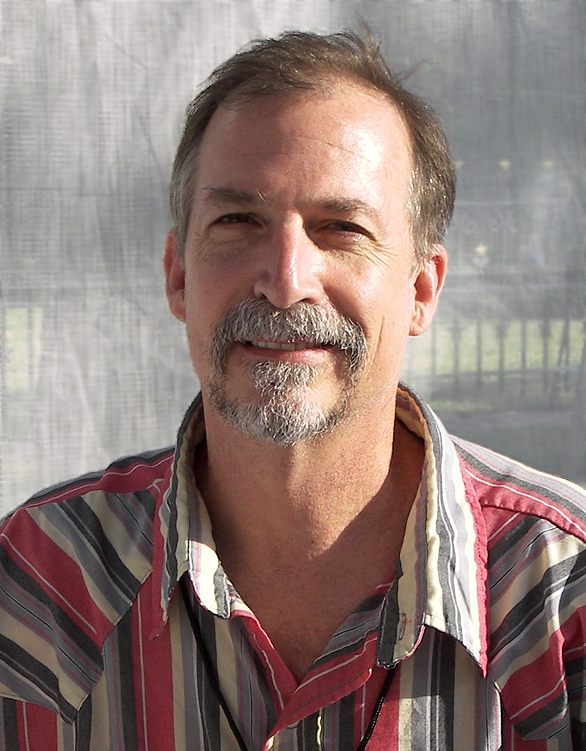
Деніел Воллес
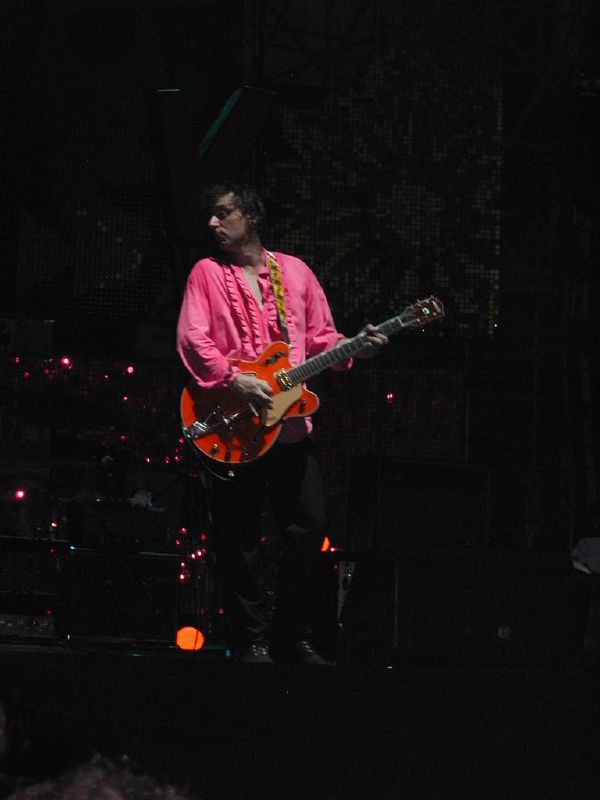
Пітер Бак — гітарист, один із засновників та найстарший учасник американського рок-гурту R.E.M.
- Павло Шеремета — міністр економічного розвитку і торгівлі України.

- Кері Гілсон
- Олбен Барклі
- Ньют Гінгріч
- Деніел Воллес
- Пітер Бак